# Venedik Sarayı

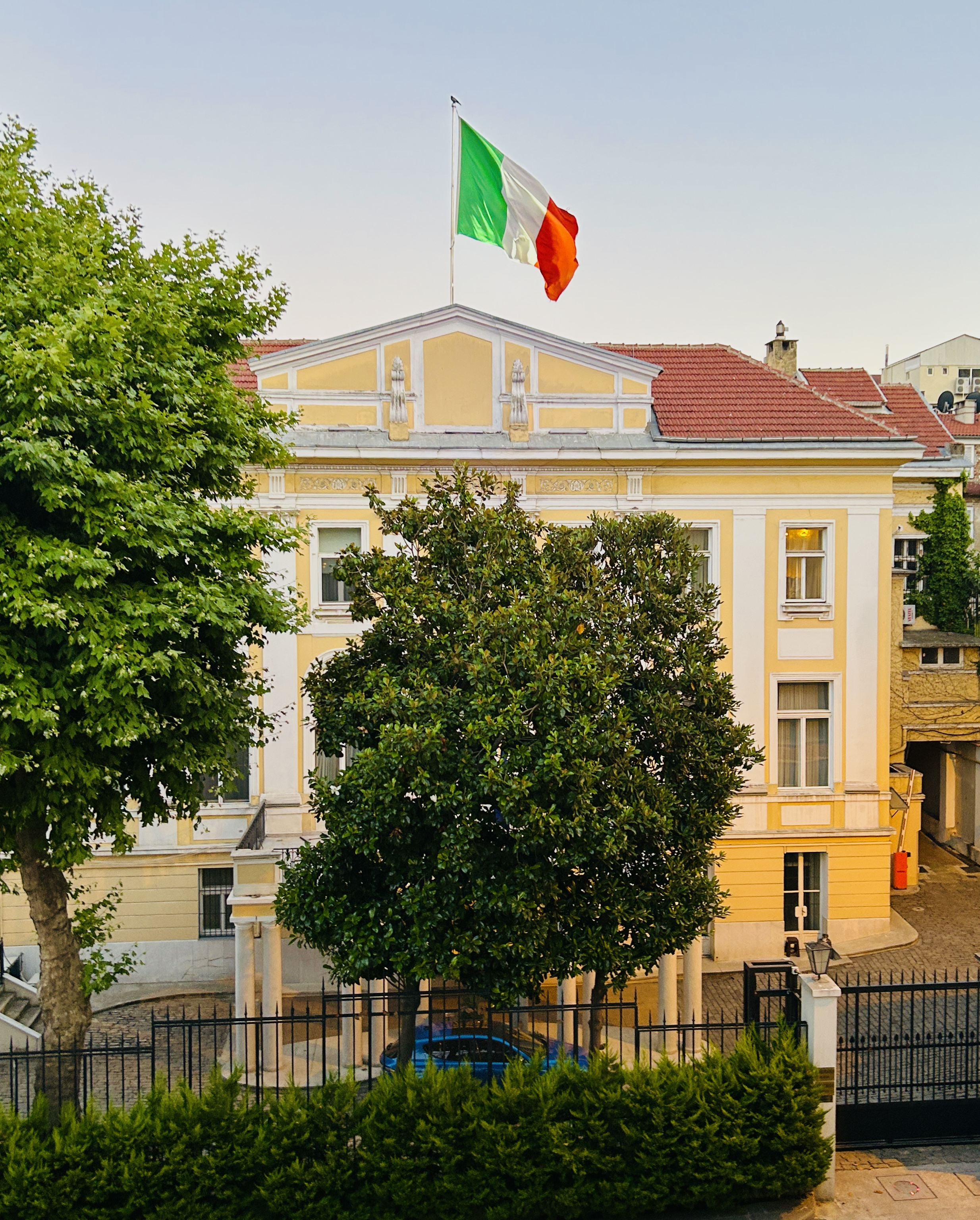
Venedik Sarayı im Juli 2025

Der Venedik Sarayı, auch Palazzo di Venezia genannt, ist ein Stadtpalais mit dazugehörigen Grünanlagen und weiteren Gebäuden in Istanbuls Stadtteil Beyoğlu (Pera; Tomtom Kaptan Sokak). Im Venedik Sarayı befanden sich nacheinander diplomatische Vertretungen der Republik Venedig, des Kaisertums Österreich (bzw. Österreich-Ungarns) und des Königreichs Italien. Heute ist das Palais die Istanbuler Residenz des italienischen Botschafters in der Türkei, der seinen regulären Dienstsitz in Ankara hat. Bei dem Palais ist auch das italienische Generalkonsulat in Istanbul untergebracht.

## Geschichte

### Hintergrund
Im Stadtteil Beyoğlu gibt es etliche architektonische Zeugnisse mittelalterlicher genuesischer und venezianischer Siedlungen, darunter der Galataturm. Die Republik Venedig unterhielt seit 1082 enge politische und wirtschaftliche Beziehungen mit dem Byzantinischen Reich. Kaiser Alexios I. Komnenos gab den Venezianern in der Hauptstadt Konstantinopel das Recht auf einen eigenen selbstverwalteten Stadtteil, auf Steuerbefreiung und gewährte ihnen weitere Privilegien. Nach dem Ende des auch unter venezianischer Herrschaft stehenden Lateinischen Kaiserreichs verlor Venedig in Konstantinopel seine herausragende Rolle bis zur osmanischen Eroberung der Stadt im Jahr 1453 an die Republik Genua. Dennoch behielten die Venezianer in Konstantinopel das Recht, einen ihrer Landsleute an die Spitze ihrer Selbstverwaltung zu wählen, der nunmehr Bajulus oder Bailò genannt wurde. Nach 1453 beließen die Osmanen aus fortbestehendem Interesse am Handel mit Genuesen und Venezianern diesen ihre örtlichen Selbstverwaltungsrechte weitgehend. Die Republik Venedig erhielt in einem Abkommen das Recht, einen diplomatischen Vertreter nach Konstantinopel zu entsenden, der wiederum in aller Regel den Titel Bailò trug.

### Residenz des Bailò

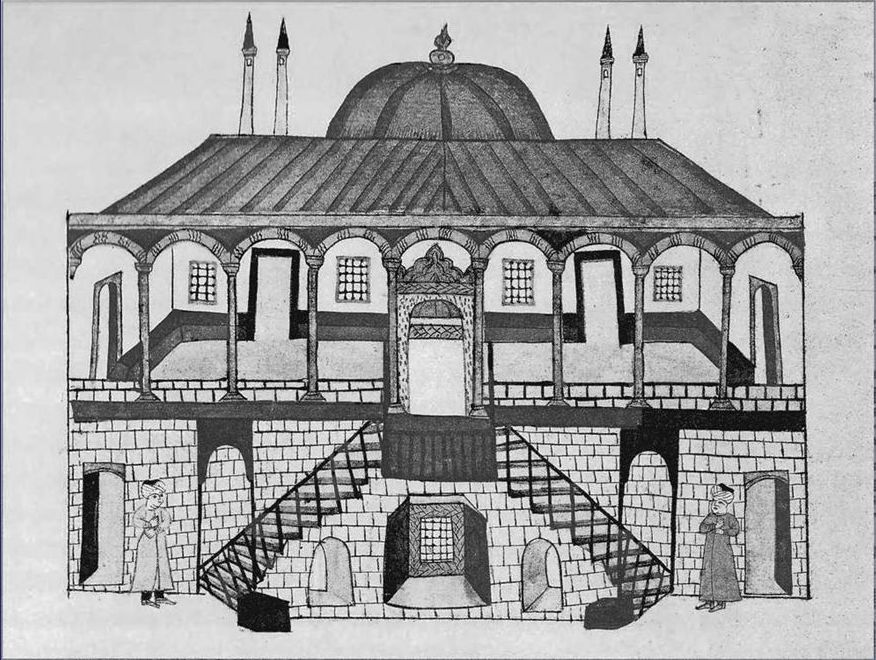
Residenz des Bailò um 1660

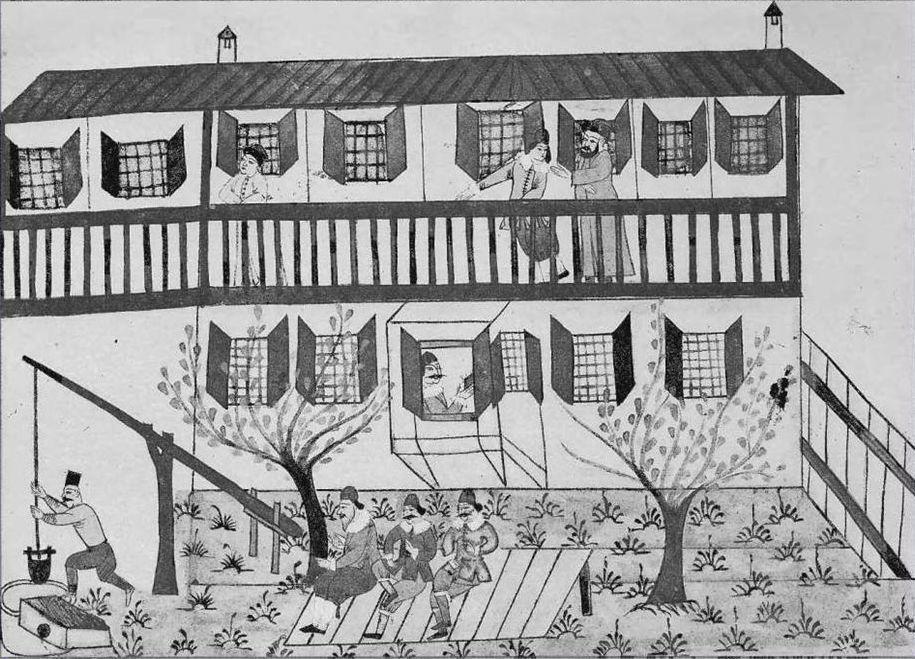
Seitenansicht mit Dragomanen

Die Residenz des Bailò befand sich von der Mitte bis zum Ende des 15. Jahrhunderts in Galata in einer ehemaligen Niederlassung von Kaufleuten aus Ancona, danach wurde sie etwas weiter nördlich in die Peripherie von Pera verschoben, in ein von der Familie Salvago (später Testa und Pisani) angemietetes Anwesen, das zunächst als Sommerresidenz gedient hatte, ab Ende des 16. Jahrhunderts dann als Hauptresidenz. Es handelt sich um das Anwesen mit Parkanlage, das zunächst als Vigne di Pera oder „Pera-Weinberge“ bekannt war und heute Palazzo di Venezia oder Venedik Sarayı genannt wird. Es war umzäunt und hatte einen öffentlich zugänglichen und einen privaten Teil des Bailò, vergleichbar mit heutigen Botschaftskanzleien und Botschafterresidenzen. Diplomatische Empfänge und sonstige Feierlichkeiten wurden jedoch im öffentlichen Bereich organisiert, während der Bailò mit seinen engsten Mitarbeitern im privaten Teil arbeitete. Erst im Jahr 1746 wurde das Anwesen von der Republik Venedig gekauft, weil man davor in Kriegszeiten Konfiszierungen befürchtet hatte. Trotz der Miete gingen Unterhalt, Renovierungen, Um- und Ausbauten stets auf Kosten der Republik Venedig. Zwischen 1752 und 1754 wurden einige der Holzhäuser des Anwesens durch gemauerte ersetzt und die Gartenanlagen erneuert. Bailò Paolo Renier veranlasste 1772 umfassende Renovierungsarbeiten an seiner Residenz, worauf sein Nachfolger Andrea Memmo einige Jahre später den Abriss und einen Wiederaufbau im palladianisch-klassizistischen Stil forderte. Obwohl Venedig dies zunächst zu teuer war, erreichte Memmo, dass der Palazzo bis 1782 nach seinen Vorstellungen so umfassend umgebaut wurde, dass es einem Neubau gleichkam.
Ab Mitte des 16. Jahrhunderts befand sich bei der Residenz des Bailò eine Sprachschule für Orientalische Sprachen zur Ausbildung von Dragomanen, die etlichen anderen Staaten als Vorbild diente.

### Österreichische Vertretung
Als nach dem Italienfeldzug Napoleon Bonapartes die Republik Venedig unterging und deren Territorium mit dem Frieden von Campo Formio 1797 an die Habsburgermonarchie fiel, ging auch der Palazzo di Venezia an die neuen österreichischen Herrscher über. Nach deren Niederlage bei Austerlitz und dem Frieden von Pressburg übernahm von 1806 bis 1815 nochmals das napoleonische Frankreich den Palazzo, der danach bis 1918 Sitz der diplomatischen Vertretung des Kaisertums Österreich, ab 1867 Österreich-Ungarns bei der Hohen Pforte wurde. In dieser Zeit entstanden auf dem Gelände der Vertretung mehrere zusätzliche Gebäude; im Jahr 1900 wurde um die erweiterten Gartenanlagen eine Mauer gebaut. Der Internuntius Karl Ludwig von Bruck und die Botschafter Heinrich von Calice und János von Pallavicini veranlassten Renovierungen und Umbauten. Nachdem 1853 die umfangreichen Arbeiten unter der Leitung des Architekten Gaspare Fossati das teils aus Mauerwerk (Erdgeschoss), teils aus Holz bestehende Palais, auch im Vergleich mit den diplomatischen Vertretungen anderer Mächte, auf einen akzeptablen Stand gebracht hatten, kritisierte insbesondere Heinrich von Calice, dass die mittlerweile ungünstig gelegene und relativ kleine Botschaft in der Stadt nicht mehr mit den Neubauten anderer Staaten konkurrieren konnte, weswegen er 1882 ebenfalls einen Neubau forderte. Im Jahr 1914 wurde mit einem behutsamen Teilabriss begonnen; soweit möglich erhielt man brauchbare Elemente des Palais. Die Fundamente fand man völlig verschlammt vor, weil ein alter Drainagekanal baulich unterbrochen worden war. Kriegsbedingt verzögerte sich der faktische, von dem Architekten Ludwig Richter entworfene Neubau, und die Kosten stiegen erheblich. Bis Kriegsende konnten die Arbeiten unter der Leitung des Bauunternehmers Alfred Michelini nicht ganz abgeschlossen werden. Während des Ersten Weltkriegs residierte der Botschafter an seinem Sommersitz in Yeniköy am Bosporus.

### Italienische Botschaft
Nach der Niederlage Österreich-Ungarns im Ersten Weltkrieg und der Auflösung der Habsburgermonarchie erhob Italien Anspruch auf den Botschaftskomplex als „historisches italienisches Eigentum“. Carlo Sforza, italienischer Hochkommissar in Konstantinopel, ließ den Palazzo di Venezia am 1. Dezember 1918 von italienischen Marinesoldaten besetzen und die genannten Bauarbeiten zum Abschluss bringen. Am 27. März 1919 wurde der Palazzo Sitz des italienischen Hochkommissars und dann ab 1925 des italienischen Botschafters bei der von Mustafa Kemal Atatürk gegründeten Republik Türkei. Da diese Ankara zur Hauptstadt machte, erforderte dies einen entsprechenden Umzug der diplomatischen Vertretungen, darunter der italienischen. In Ankara unterhielt sie ab 1928 einen provisorischen Amtssitz, bis dort zwischen 1938 und 1940 ein neues Botschaftsgebäude errichtet wurde. Den Palazzo di Venezia behielt die Botschaft als zweite Residenz des italienischen Botschafters in der Türkei. Ein zum Komplex des Venedik Sarayı gehörendes Gebäude beherbergte ein Konsulat, heute befindet sich dort das italienische Generalkonsulat Istanbul. Unmittelbar östlich grenzt die italienische Auslandsschule Liceo Italiano di Istanbul an.
Im Venedik Sarayı befinden sich neben venezianischen Kulturgütern etliche Gegenstände und bauliche Elemente, die an das „österreichische Jahrhundert“ erinnern, darunter ein kaiserlich und königliches Wappen.

## Sonstiges

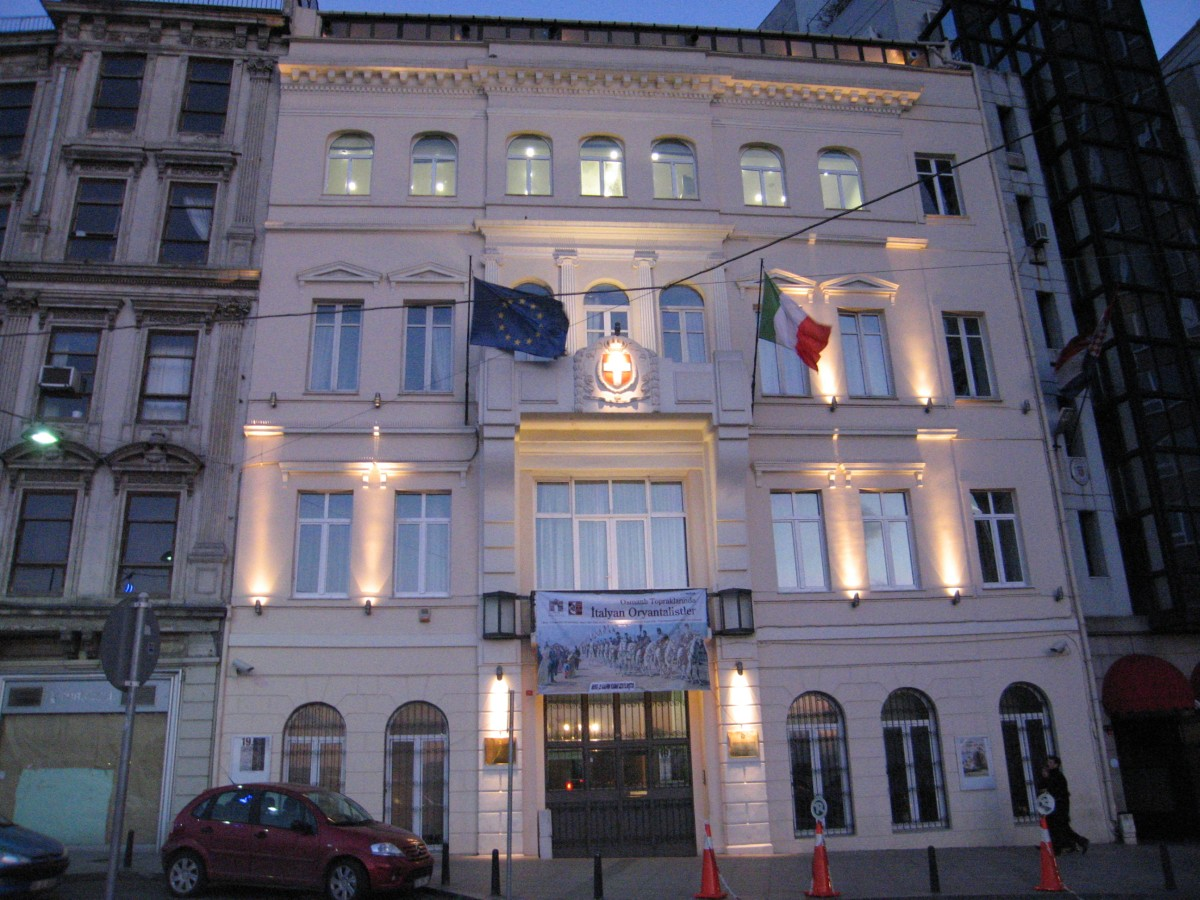
Italienisches Kulturinstitut in Istanbul, ehemaliges Botschaftsgebäude des Königreichs Italien (heute nicht Sitz des Generalkonsulats)

Das Italienische Kulturinstitut in Istanbul hat seinen Sitz nicht im Komplex des Venedik Sarayı, liegt aber rund 200 Meter nordwestlich davon (⊙, Meşrutiyet Caddesi 75). In diesem repräsentativen Gebäude befand sich die diplomatische Vertretung des Königreichs Sardinien-Piemont, aus dem 1861 das Königreich Italien hervorging. Dessen Botschaft blieb dort bis zum Ersten Weltkrieg und verlegte dann erst in den Palazzo di Venezia in Istanbul und dann nach Ankara. 1911 bzw. 1912 begann Italien im Istanbuler Stadtteil Nişantaşı mit dem Bau eines neuen Botschaftsgebäudes (⊙), dass dann kriegsbedingt und wegen des Umzugs in den Palazzo di Venezia unvollendet blieb und heute eine technische Oberschule beherbergt. Die ehemalige sardisch-italienische Gesandtschaft wurde ab den 1920er Jahren von der italienischen Gemeinde in Istanbul genutzt, 1951 wurde das Gebäude Sitz des Kulturinstituts, hinzu kam der Verein Circolo Roma. An der Fassade des Gebäudes befindet sich ein markantes Savoyerkreuz des ehemaligen italienischen Königshauses, wodurch es sich hinsichtlich der Symbolik deutlich von den Markuslöwen des Palazzo di Venezia unterscheidet. Wenige Meter entfernt befindet sich der Sitz der 1885 gegründeten italienischen Auslandshandelskammer Istanbul.
Die venezianischen Bailò unterhielten im Lauf der Zeit in und um Konstantinopel Sommerresidenzen, unter anderem bei Tophane, Balta Liman und Büyükdere. Noch heute besitzt der italienische Staat eine solche Sommerresidenz, die renovierungsbedürftige Villa Tarabya in Tarabya am Bosporus (⊙). Es handelt sich um ein 1906 in traditioneller Holzbauweise errichtetes Yalı, entworfen von dem Architekten Raimondo D’Aronco.

## Verweise